# Пийрсоо, Койт
Койт Пийрсоо (эст. Koit Piirsoo; 13 января 1925 года — 26 апреля 2008 года) — сыродел-мастер Тартуского комбината молочных продуктов Министерства мясной и молочной промышленности Эстонской ССР. Герой Социалистического Труда (1971).
В 1970 году досрочно выполнил личные социалистические обязательства и плановые производственные задания Восьмой пятилетки (1965—1970). Указом Президиума Верховного Совета СССР от 26 апреля 1971 года «за выдающиеся успехи, достигнутые в развитии мясной и молочной промышленности» удостоен звания Героя Социалистического Труда с вручением ордена Ленина и золотой медали Серп и Молот.
Скончался в 2008 году.